# Municipio de Liberty (condado de Plymouth)
El municipio de Liberty (en inglés: Liberty Township) es un municipio ubicado en el condado de Plymouth en el estado estadounidense de Iowa. En el año 2010 tenía una población de 315 habitantes y una densidad poblacional de 3,39 personas por km².

## Geografía
El municipio de Liberty se encuentra ubicado en las coordenadas 42°41′28″N 96°23′26″O / 42.69111, -96.39056. Según la Oficina del Censo de los Estados Unidos, el municipio tiene una superficie total de 92.9 km², de la cual 92,86 km² corresponden a tierra firme y (0,05 %) 0,04 km² es agua.

## Demografía
Según el censo de 2010, había 315 personas residiendo en el municipio de Liberty. La densidad de población era de 3,39 hab./km². De los 315 habitantes, el municipio de Liberty estaba compuesto por el 99,37 % blancos, el 0,32 % eran afroamericanos, el 0,32 % eran de otras razas. Del total de la población el 0,95 % eran hispanos o latinos de cualquier raza.